# Hemerotrecha macra
Hemerotrecha macra är en spindeldjursart som beskrevs av Muma 1951. Hemerotrecha macra ingår i släktet Hemerotrecha och familjen Eremobatidae. Inga underarter finns listade i Catalogue of Life.